# Avenue Henri-Barbusse (Vitry-sur-Seine)
Pour les articles homonymes, voir Avenue Henri-Barbusse.
L'avenue Henri-Barbusse est un axe majeur de Vitry-sur-Seine dans le Val-de-Marne. Elle suit le parcours de la route départementale 148.

## Situation et accès

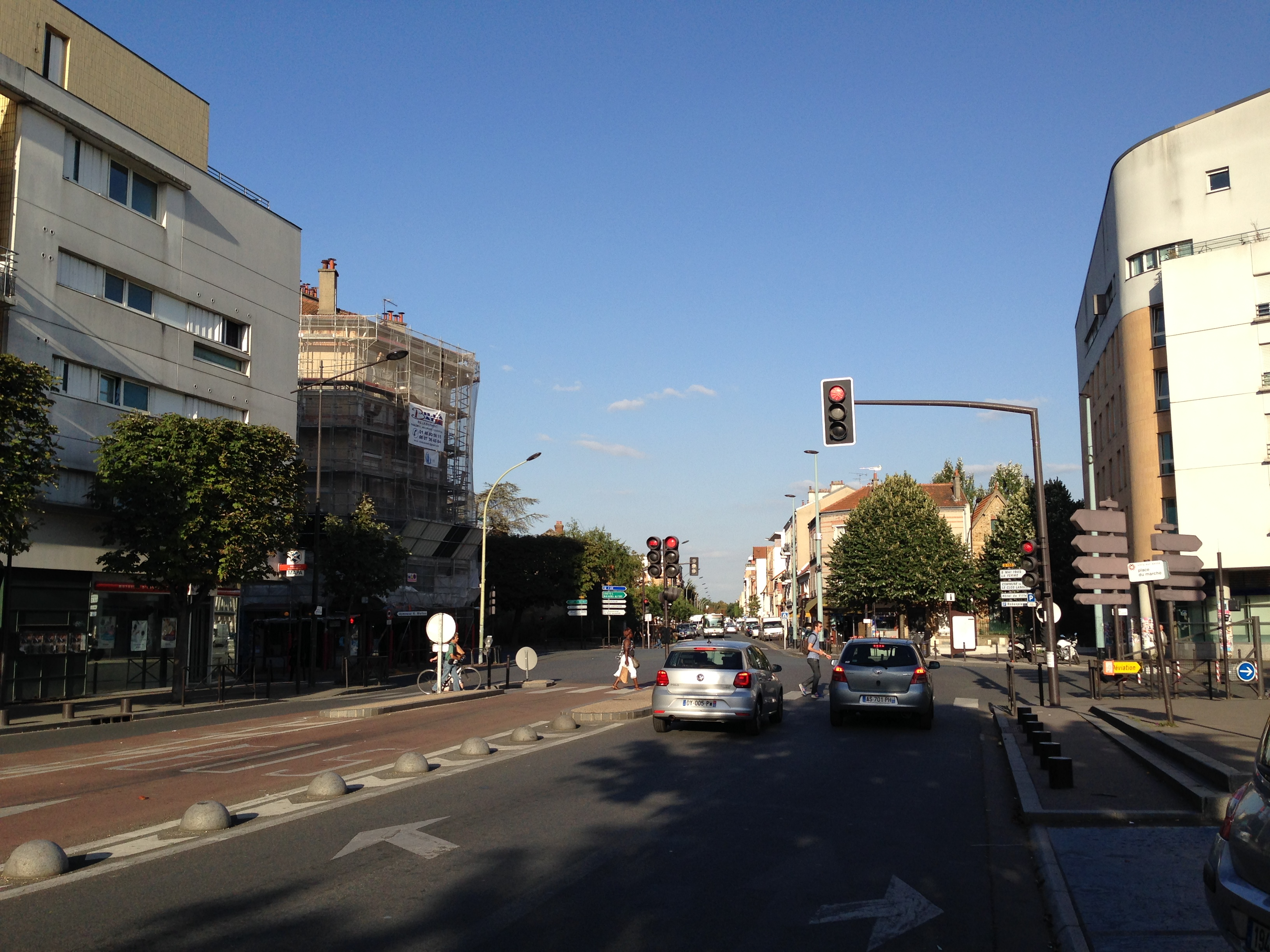
L'avenue en 2016 (塞纳河畔维特里街头)

L'avenue Henri-Barbusse se termine à l'est, dans l'axe de l'avenue Jean-Jaurès, autrefois rue de Seine.
Elle est accessible par la ligne 9 du tramway d'Île-de-France.

## Origine du nom

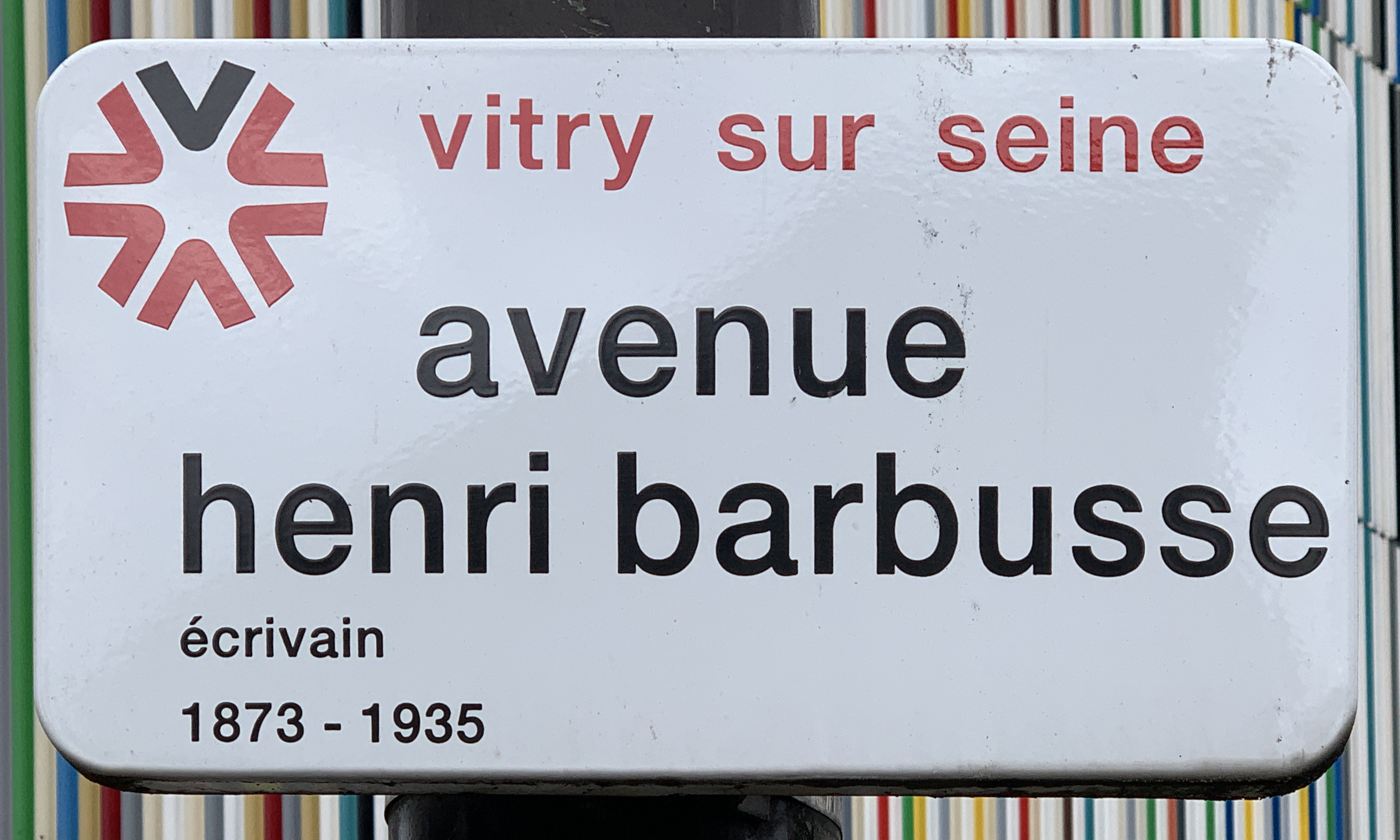
Avenue Henri-Barbusse, 2021.

Cette avenue est nommée en hommage à Adrien Gustave Henri Barbusse, écrivain français né à Asnières-sur-Seine en 1873 et mort à Moscou en 1935.

## Historique
Cette voie qui n'existait pas encore en 1890, est le fruit du prolongement du chemin de grande communication no 30 jusqu'à la voie de Seine. Elle prit ensuite le nom d'avenue Paul-Doumer,.

## Bâtiments remarquables et lieux de mémoire
- Exploradôme, musée associatif spécialisé dans la vulgarisation de la culture scientifique et numérique.
- Musée d'Art contemporain du Val-de-Marne.
- Maison de la Vie Associative.
- Plusieurs œuvres de sculpteurs contemporains, parmi lesquels Le Crayon (Claude Viseux, 2012), Sculpture en acier corten (Costa Coulentianos, 1971), Sculpture en acier inoxydable, (Claude Viseux, 1971.
- Square Henri-Barbusse.
- Marché du Centre, sur la place du Marché.